# Doggy Style Records
Doggy Style Records (раніше відомий як Dogghouse Records) — американський лейбл звукозапису, заснований репером Снуп Доггом у 1995 році. Він названий на честь дебютного альбому Снуп Догга Doggystyle 1993 року. Спочатку він функціонував як дочірня компанія Death Row Records.

## Історія
6 липня 1995 року Державний секретар Каліфорнії зареєстрував компанію Doggy Style Records, Inc. під номером C1923139. Після того, як 20 лютого 1996 року зі Снуп Догга зняли звинувачення у вбивстві, він, його дружина, їхній син і їхній розплідник з 20 пітбулів переїхали в будинок площею 5000 квадратних футів (460 м2) на пагорбах Клермонта, штат Каліфорнія. У серпні 1996 року Doggy Style Records, дочірня компанія Death Row Records, підписала контракт із Чарлі Вілсоном з The Gap Band як одним із перших артистів лейблу.

## Виконавці

### Теперішні
| Виконавець       | Років на лейблі        | Релізів на лейблі |
| ---------------- | ---------------------- | ----------------- |
| Snoop Dogg       | Засновник 1995–дотепер | 16                |
| Soopafly         | 1995-дотепер           |                   |
| Tha Eastsidaz    | 1999—2005 2014–дотепер | 3                 |
| Twinz            | 1999-дотепер           |                   |
| E-White          | 2001-дотепер           |                   |
| Warren G         | 2001-дотепер           |                   |
| LaToiya Williams | 2001-дотепер           |                   |
| The Lady of Rage | 2002-дотепер           |                   |
| RBX              | 2002-дотепер           |                   |
| Lil' 1/2 Dead    | 2002-дотепер           |                   |

### Колишні
| Виконавець     | Років на лейблі | Релізів на лейблі |
| -------------- | --------------- | ----------------- |
| LBC Crew       | 1995–1997       | –                 |
| Swoop G        | 1995            | –                 |
| Charlie Wilson | 1996            | –                 |
| Doggy's Angels | 2000–2002       | 1                 |
| Bad Azz        | 2000–2002       | 1                 |
| 213            | 2002–2011       | 1                 |
| Tha Dogg Pound | 2005–2007       | 1                 |
| Dubb Union     | 2006–2008       | 1                 |